# История на Източен Тимор
Историята на Източен Тимор започва с появата на острова на австралоидната раса и меланезийците.
Островът е открит от европейците през 1514 година и колонизиран от тях в средата на 16 век. Договорът от 1859 г. между Холандия и Португалия, разделя Тимор на две части, като португалците заемат източната част на острова. По време на Втората световна война островът е окупиран от Япония (от 1942 до 1945 г.), а след войната властта на Португалия е възстановена.

## Португалски Тимор
Източната част на Тимор остава португалска колония под името Португалски Тимор до 1974 г. и представлява най-слабо развитото владение на най-изостаналата от колониалните сили. През същата година в Лисабон е свален диктаторът Марселу Каетану. Новото правителство започва провеждането на политика на деколонизация и предлага независимост на колониите.
По това време, основа на икономиката на колонията е селското стопанство, което се извършва с примитивни методи и не задоволява хранителните потребности на колонията. Развито е производството на експортните култури – кафе, каучук и в копра, а около 32% от бюджета отива за военни цели (поддържане на близо 7 хиляди войници от колониалните войски), за образование се изразходват 9 %, за социално осигуряване – 4 %. Делът на неграмотните надвишава 90 %.

## Първо провъзгласяване на независимостта
След революцията от 25 април 1974 г., в Португалия започва процес на деколонизация на португалските владения, включително и Източен Тимор. Образувани са няколко политически партии, най-големите от които са УДТ (Демократичен съюз на Тимор), застъпващ се за запазване на територията в състава на Португалия като задморска провинция; АПОДЕТИ (Народна демократична асоциация на Тимор), поддържаща присъединяването на територията към Индонезия; и най-голямата от политическите партии на страната – ФРЕТИЛИН (Революционен фронт за независимост на Източен Тимор), настояващ за незабавна независимост. Освен тях има още няколко по-малки партии. Преговорите между португалските власти и всички политически партии, за начините за деколонизация на територията навлизат в застой, а след това са прекратени поради въоръжената конфронтация в колонията.
През 1975 г. Португалия оставя Източен Тимор с надеждата, че страната по собствен път ще формира правителство и парламент. В Тимор се образуват политически партии, разделени на две коалиции. Демократичният съюз на Тимор (УДТ) излага доводи за установяване на тесни връзки с Индонезия. Тази коалиция се изправя срещу Революционния фронт за независимост на Източен Тимор (ФРЕТИЛИН). Съдбата на страната зависи не толкова от тях, колкото от Сухарто, тогавашния президент на Индонезия.
През нощта на 11 август 1975 г. УДТ с подкрепата на местната полиция извършва преврат, при който са арестувани и екзекутирани някои от лидерите и активистите на ФРЕТИЛИН. Фронтът, от своя страна, разчита на тиморски войници от колониалните войски за установяване на контрол над територията, и на 28 ноември 1975 г. едностранно обявява независимостта на НДРИТ (Народна Демократична Република Източен Тимор). На 30 ноември съответно, лидерите на АПОДЕТИ, УДТ и още две малки партии, издават съвместна декларация за присъединяването на страната към Индонезия.

## Индонезийска окупация
На 7 декември 1975 г. войските на Индонезия прекосяват границата. Във военното нашествие в различно време участват от 20 до 40 хиляди войници. В страната започва кървава гражданска война между привърженици и противници на независимостта. В резултат на бойните действия, глада и епидемиите загива около една трета от населението на бившата колония (повече от 200 хиляди души). На 17 юли 1976 г. Източен Тимор е включен в състава на Индонезия като 27-а провинция. ООН не признава Тимор за част от Индонезия, но окупаторите оставят без внимание резолюцията на Общността, настояваща за изтеглянето на войските.
Започва осъществяването на редица действия по индонезиазацията на територията, но съпротивата, включително и въоръжена, не спира. Избухват демонстрации на тиморските студенти и младежи срещу новите власти. Бойците на ФРЕТИЛИН се опитват да окажат съпротива, но силите са неравностойни. Преподаването на португалски език в училищата е забранено, навсякъде е въведена цензура. По време на индонезийската окупация са убити или умрели от глад повече от 200 000 тиморци.
Започвайки от 1982 г., генералните секретари на ООН последователно провеждат преговори с Индонезия и Португалия, опитвайки се да възвърнат независимостта на окупираните територии.
 На 12 ноември 1991 г., по време на мемориална литургия в гробището в Дили за убития от индонезийските войски юноша Себастиао Гомеш, 200 индонезийски войници откриват огън по тълпата, убивайки най-малко 250 тиморци.
Свидетелските показания на чужденците бързо достигат до международните новинарски организации, а видеозаписите се разпространяват по телевизията. В САЩ е основана и открива клонове в десетки градове на страната East Timor and Indonesia Action Network (сега East Timor and Indonesia Action Network, ETAN) Други групи, солидарни с населението на Източен Тимор, се появяват в Австралия, Бразилия, Германия, Ирландия, Малайзия, Португалия и Япония.
Въпреки това, едва през 1999 г. сериозните политически промени в самата Индонезия довеждат до приемането на историческо решение. След падането на режима на Сухарто в резултат на масови демонстрации, както и под натиска на световното обществено мнение, новият президент на Индонезия Хабиби е принуден да обяви провеждането на референдум по въпроса за самоопределение на Източен Тимор.
Мисията на ООН регистрира 451 792 граждани, имащи право на глас, но след това работата на надзорните органи е нарушена от дестабилизиращите действия на въоръжени групи, поддържащи идеята за съюз с Индонезия. Все пак, глрасуването се провежда на 30 август 1999 г. В референдума участват над 98% от регистрираните граждани, имащи право на глас. Резултатите от гласуването са пълна победа на привържениците на независимостта. 344 850 души (78,5 % от гласувалите) са за подкрепа на независимостта, а за оставането на Тимор в състава на Индонезия гласуват общо 94 388 души (21,5 %). Това довежда до нови появи на насилие в Източен Тимор.
В страната избухва нова криза. Започват бойни действия, над 500 000 души се превръшат в бежанци, много от тях са насилствено преселени в Западен Тимор. Повечето международни наблюдатели, персоналът на мисията на ООН и чуждестранните журналисти са евакуирани едва на 6 септември. Индонезийското правителство не успява да възстанови реда.
Въпреки натиска на обществеността, събралият се на среща на 5 септември Съвет за сигурност на ООН не въвежда войски в Източен Тимор, тъй като индонезийското правителство потвърждава, че ще бъде в състояние да задържи ситуацията под контрол с помощта на собствените си войски, наброяващи 20 000 души.
На 12 септември 1999 г. правителството на Индонезия се съгласява на въвеждане в Източен Тимор на международен мироопазващ контингент. Войските (предимно австралийски) започват да пристигат на 20 септември, след което започват и доставките на хуманитарна помощ.
Когато контролът над територията на Източен Тимор преминава в ръцете на ООН, войските на Индонезия са изведени от държавата. Други райони на страната обаче също започват да настояват за независимост, и целостта на страната се оказва под заплаха.

## Независимост
През нощта на 20 май 2002 г. бившата португалска колония официално е обявена за независима държава.

## Кризата от 2006 г.
На 20 май 2006 г., годишнината от независимостта си от Индонезия, значителна част от армията (593 души от 1433) настоява за облекчаване на правилата на армейския устав. Бригаден генерал Таур Матан Руак е уволнен от разбунтувалите се, които напускат казармите с оръжие в ръка.
Започва всеобщ бунт, война на всички срещу всички. Бунтът срещу основното племе в страната – тетум е умиротворен от миротворци от четири различни държави.

## Положението днес
В резултат от състоялите се на 16 април 2012 г. президентски избори, генерал Таур Матан Руак е избран за ръководител на страната. Неговият основен съперник е Франсиско Гутерес. Руак получава над 60 процента от гласовете, Гутерес – около 38.